# María Esperanza Manuel de Villena
María Esperanza Manuel de Villena, I contessa di Cheles, (in spagnolo: María Esperanza Manuel de Villena y Álvarez de las Asturias) (Madrid, 1855 – Cheles, 7 ottobre 1935), è stata una nobildonna spagnola.

## Biografia
Era la terzogenita di José Casimiro Manuel de Villena, e di sua moglie, María Josefa Álvarez de las Asturias Bohórquez. Quando suo padre morì, sua madre era incinta di María Esperanza. Nel testamento del padre, suo fratello Enrique, ereditò il titolo di marchese di Rafal, conte di Vía Manuel e barone del Monte, mentre María Isabel ereditò il titolo di countessa di Granja, baronessa di Puebla e le signorie di Pizarra e Cheles.
Maria Josefa, madre di María Esperanza, a causa della minora età dei loro figli, era incaricata di amministrare i possedimenti di María Isabel fino a quando non avesse raggiunto la maggiore età, decidendo in questo periodo di dividere i possedimenti di María Isabel con la sorella María Esperanza, che ricevette le signorie di Pizarra e Cheles.

## Matrimonio
Sposò Ramón María del Arroyo ed ebbero quattro figli:
- Ramón del Arroyo (1879-1952), sposò in prime nozze Amalia de Carlos, ebbero quattro figli, e in seconde nozze Marie Leonis Dussarrat Bidart, non ebbero figli;
- María Gloria del Arroyo (1879-1952);
- Esperanza del Arroyo (1882);
- Enrique del Arroyo (1883-1936).

Il 6 maggio 1879, Alfonso XII elevò la signoria di Cheles in contea con un regio decreto.

## Morte
Morì il 7 ottobre 1935.